# Nowa Wieś Dolna
Nowa Wieś Dolna (niem. Neudorf Hauland) – część Poznania zlokalizowana na południowy wschód od Nowej Wsi Górnej i na północny wschód od Umultowa, pomiędzy zwartymi terenami leśnymi i rzeką Wartą. 

## Charakterystyka
Jest to jedna z bardziej izolowanych części Poznania, nie dociera tu także żadna komunikacja publiczna (najbliższe przystanki autobusowe MPK Poznań zlokalizowane są na ul. Naramowickiej - linia 167). Ulicą Nadwarciańską przechodzi Nadwarciański Szlak Rowerowy.
Nowa Wieś Dolna nie posiada zwartej zabudowy - istnieją tu dość rozproszone realizacje jednorodzinne. Stan ten będzie się prawdopodobnie z czasem zmieniał, gdyż są to tereny potencjalnie interesujące dla inwestorów rynku mieszkaniowego. Przez rejon Nowej Wsi Dolnej przepływa bezimienny ciek, lewobrzeżny dopływ Warty.

## Nazewnictwo ulic
Nazwy ulic wywodzą się z grupy rośliny i przyprawy, np. Szałwiowa, Tymiankowa lub Skrzypowa. Wyjątek stanowi ul. Nadwarciańska, która łączy Nową Wieś Dolną z Naramowicami (przez ul. Bożywoja) i Umultowem (przez ul. Miętową).